# What's Your Husband Doing?
What’s Your Husband Doing? è un film muto del 1920 diretto da Lloyd Ingraham. La sceneggiatura di R. Cecil Smith si basa sull'omonimo lavoro teatrale di George V. Hobart andato in scena a Broadway il 12 novembre 1917 al 39th Street Theatre.

## Trama
Sospettando di infedeltà il marito, Beatrice Ridley si rivolge a uno studio di avvocati divorzisti. Le mogli dei legali sono contrarie alle pratiche dei loro mariti, ma organizzano per loro una cena all'Honeysuckle Inn, un famigerato locale dalla dubbia reputazione. L'avvocato John P. Widgast assiste Beatrice, mentre il secondo avvocato, Charley Pidgeon, dà assistenza legale al marito. Quando la polizia fa irruzione all'Honeysuckle, gli agenti si trovano davanti le tre coppie. Avvocati, mogli e supposto adultero vengono arrestati e, tutti e sei, trascorrono la notte in gattabuia. La situazione verrà chiarita il giorno seguente davanti al giudice, in tribunale.

## Produzione
Il film fu prodotto dalla Thomas H. Ince Corporation.

## Distribuzione
Il copyright del film, richiesto dalla Thomas H. Ince Corp., fu registrato il 20 ottobre 1919 con il numero LP14332.
Distribuito dalla Paramount-Artcraft Pictures e presentato da Thomas H. Ince, il film uscì nelle sale cinematografiche degli Stati Uniti il 25 gennaio 1920.
Il film completo è considerato perduto; della pellicola esiste ancora solo un rullo, conservato negli archivi della Library of Congress.